# Nóráp, Veszprém
Nóráp  este un sat în districtul Pápa, județul Veszprém, Ungaria, având o populație de 218 locuitori (2011). 

## Demografie
Componența etnică a satului Nóráp
     Maghiari (96,68%)
     Necunoscut (3,32%)
     Alții (3,32%)
Componența confesională a satului Nóráp
     Romano-catolici (58,72%)
     Reformați (11,01%)
     Fără religie (5,96%)
     Luterani (4,59%)
     Necunoscută (19,72%)
     Alte religii (3,21%)
Conform recensământului din 2011, satul Nóráp avea 218 locuitori. Din punct de vedere etnic, majoritatea locuitorilor (96,68%) erau maghiari. Apartenența etnică nu este cunoscută în cazul a 3,32% din locuitori.  Din punct de vedere confesional, majoritatea locuitorilor (58,72%) erau romano-catolici, existând și minorități de reformați (11,01%), persoane fără religie (5,96%) și luterani (4,59%). Pentru 19,72% din locuitori nu este cunoscută apartenența confesională.